# Thelyterotarsus
Thelyterotarsus is een geslacht van kevers uit de familie bladkevers (Chrysomelidae).
De wetenschappelijke naam van het geslacht werd in 1882 gepubliceerd door Julius Weise.

## Soorten
- Thelyterotarsus curtus Lopatin in Lopatin & Konstantinov, 1994
- Thelyterotarsus syrdariensis Romantsov, 2003